# Diocèse de Perpignan-Elne
Le diocèse de Perpignan-Elne (en latin : Dioecesis Elnensis) est une Église particulière de l'Église catholique en France.
Érigé au VIe siècle, le diocèse d'Elne est le diocèse historique du Roussillon. Supprimé en 1801, il est rétabli dès 1822 et couvre, depuis, le département des Pyrénées-Orientales. Depuis 2002, il est suffragant de l'archidiocèse de Montpellier.

## Territoire
Le diocèse de Perpignan-Elne couvre le département des Pyrénées-Orientales, en région Occitanie.
L'enclave espagnole de Llívia relève du diocèse d'Urgell.
Le diocèse confine, au nord, avec les diocèses de Pamiers, Couserans et Mirepoix et de Carcassonne et Narbonne et, au sud, avec ceux de Gérone, Vic, Solsona et Urgell.
Par ailleurs, le diocèse est jumelé avec celui de Kankan en Guinée.

## Histoire
Le diocèse d'Elne est fondé dans la seconde moitié du VIe siècle,. Sa création est postérieure au concile d'Agde de 506, et à la bataille de Vouillé de 507. Elle est contemporaine de celle du diocèse de Carcassonne. Elle est généralement datée du règne de Liuva, roi wisigoth de 567 à 572. Le premier évêque d'Elne connu est Domin (Dominus), mentionné en 571 dans la Chronique de Jean de Biclar.
Le diocèse d'Elne est reconstitué au IXe siècle. Il s'étend sur deux comtés — le Roussillon et le Conflent — sans coïncider avec eux.
Le premier concile d'Elne se tient en 1027. Huit autres conciles s'y tiennent jusqu'au XIVe siècle : en 1058, 1114, 1335, 1337, 1338, 1339, 1340 et 1380.
En 1230, la chapellenie majeure de Saint-Jean de Perpignan est unie à la mense épiscopale. Dès lors, les évêques commencent à résider tantôt à Elne tantôt à Perpignan, à la Canorgue.
Devenu évêque d'Elne, César Borgia réussit à provoquer une révolte du clergé en 1497 par l'excès des charges qu'il prélève sur le diocèse. La somme est réduite de moitié l'année suivante après que le clergé se soit plaint auprès du roi.
Jusqu'en 1511, le diocèse d'Elne est suffragant de l'archidiocèse de Narbonne et après de celui de Tarragone.
Par le traité des Pyrénées du 7 novembre 1659, l'Espagne cède le diocèse d'Elne à la France.
En 1573 puis en 1585, les consuls de Perpignan adressent au roi Philippe II des suppliques pour demander le transfert à Perpignan de la résidence de l'évêque et du chapitre cathédral. En 1601, par la bulle Superna dispositione du 1er septembre, le pape Clément VIII autorise le transfert à Perpignan de la résidence — et non du siège — de l'évêque et du chapitre cathédral. En 1602, la bulle est présentée au chapitre le 3 février ; la cérémonie a lieu le 30 juin, date effective du transfert de la résidence.
Le traité de Llívia du 12 novembre 1660 arrête la liste des trente-trois villages de Cerdagne devant appartenir à la France en vertu du traité des Pyrénées. Ils restent rattachés au diocèse d'Urgell.

### Suppression
À la Révolution française, lors de la division du royaume de France en départements, les paroisses du diocèse sont comprises dans le département des Pyrénées-Orientales. Puis la Constitution civile du clergé, décrétée par la Constituante le 12 juillet 1790 et sanctionnée par Louis XVI le 24 août suivant, fait de Perpignan le siège du diocèse du département des Pyrénées-Orientales.
Sous le Consulat, à la suite du concordat de 1801, par la bulle Qui Christi Domini du 29 novembre 1801, le pape Pie VII supprime le diocèse de Perpignan-Elne et incorpore son territoire à celui de Carcassonne qui couvre alors les départements de l'Aude et des Pyrénées-Orientales.

### Rétablissement
Sous la Restauration, à la suite de la signature du concordat de 1817, par la bulle Commissa divinitus du 27 juillet 1817, Pie VII prévoit de rétablir le diocèse de Perpignan-Elne pour le département des Pyrénées-Orientales. Mais le concordat n'est pas ratifié. Ce n'est que par la bulle Paternae caritatis du 6 octobre 1822, que Pie VII rétablit le diocèse de Perpignan-Elne. Il couvre le département des Pyrénées-Orientales et est suffragant de l'archidiocèse d'Albi.
Sous la IIIe République, à la suite de la loi de séparation des Églises et de l'État du 9 décembre 1905, le diocèse de Perpignan-Elne devient une association diocésaine.
Par un décret du 8 décembre 2002, la Congrégation pour les évêques élève le diocèse de Montpellier au rang d'archidiocèse métropolitain et fait du diocèse de Perpignan-Elne un de ses suffragants.

## Cathédrales et patronage
- La cathédrale Saint-Jean-Baptiste de Perpignan, dédiée au précurseur et prophète Jean le Baptiste, est l'église cathédrale du diocèse et, depuis le 12 décembre 1875, une basilique mineure.
- La cathédrale Sainte-Eulalie-et-Sainte-Julie d'Elne, du XIIIe siècle-XIVe siècle, est l'ancienne cathédrale du diocèse.

Ainsi, le saint patron du diocèse est Jean le Baptiste, et les patronnes secondaires, Eulalie de Mérida et Julie de Carthage.

## Évêques originaires du diocèse de Perpignan-Elne
- Raymond Centène, évêque de Vannes
- Vincent Jordy, archevêque de Tours